# Zōjō-ji

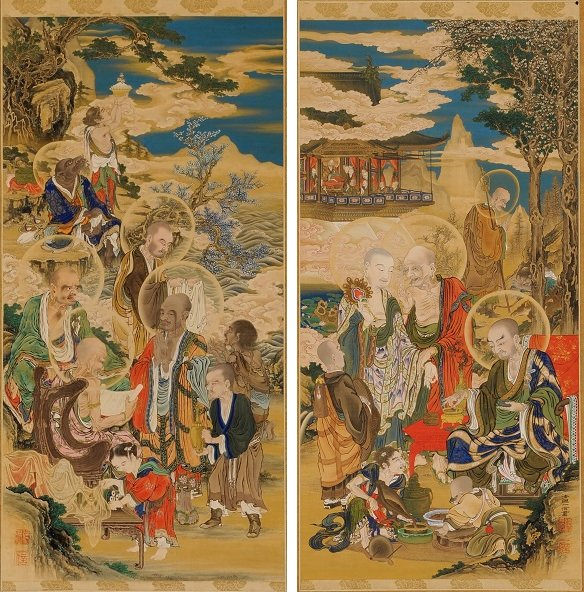
Kazunobu Kanō, Codzienne życie pięciuset rakanów (arhatów)

Zōjō-ji, San’en-zan Zōjō-ji (jap. 増上寺, 三縁山増上寺) – świątynia buddyjska szkoły Jōdo-shū (Czystej Ziemi) w Parku Shiba w Tokio (okręg specjalny Minato), w Japonii. Jest to główna świątynia szkoły Jōdo-shū w regionie Kantō. Znajduje się w pobliżu Tokyo Tower

## Historia
Świątynia została założona w 1393 jako ośrodek szkoły Czystej Ziemi (Jōdo-shū). 
W 1598 świątynia została przeniesiona na obecne miejsce przez Ieyasu Tokugawę (1543–1616). Po wspólnie zwycięskiej bitwie pod Odawarą w 1590 Hideyoshi Toyotomi (1537–1598) oddał mu część ziemi na równinie Kantō w lenno. Ieyasu ustanowił Edo jak centrum swojej władzy prowincjonalnej i następnie siogunatu swojego rodu. 
Zōjō-ji stała się rodzinną świątynią rodzinną Tokugawów i służyła również jako centrum administracyjne do zarządzania studiami religijnymi i działalnością Jōdo-shū. W tamtych czasach kompleks świątynny zajmował powierzchnię 826 000 m², na której znajdowało się 48 mniejszych świątyń i około 150 przyświątynnych szkół podstawowych (terako-ya). 
Gdy siogunat Tokugawa dobiegł końca i rozpoczął się okres Meiji (1868–1912), pojawił się ruch antybuddyjski (haibutsu-kishaku). W 1873 jego aktywiści podpalili świątynię i w procesie odbudowy  w późniejszych latach (główny pawilon odtworzono w 1921) obszar świątyni został znacznie zredukowany i przekształcony w park publiczny. Podczas amerykańskich nalotów bombowych w 1945 zostały zniszczone wszystkie budynki z wyjątkiem głównej bramy Sangedatsu-mon z 1622. W latach 1961–1974 odbudowano główny pawilon, a w latach 1989–2000 większość pozostałych budynków. W 2010 zrekonstruowano mauzoleum Ankoku-den.

## Sangedatsu-mon
Jest to główna brama świątyni (niegdyś wewnętrzna). Każdy, kto przechodzi przez nią, jest oczyszczany z trzech dolegliwości: chciwości, gniewu (nienawiści), ignorancji (głupoty). Brama została zbudowana w 1622 roku i jest jedynym zachowanym oryginalnym budynkiem świątynnym. Jest to jedna z najstarszych drewnianych konstrukcji w Tokio i ważny zabytek kultury. W nazwie bramy san oznacza „trzy”, a gedatsu „wyzwolenie od ziemskich pragnień i nieszczęść człowieka”, „wyzwolenie duszy” (moksza).
Wymyślny styl konstrukcji, ze spadzistym, czterospadowym dachem nad niższym dachem jednospadowym z czterech stron dolnej części, został przejęty z Chin około VI wieku, mniej więcej w tym samym czasie, gdy buddyzm przybył do Japonii. Prostsza konstrukcja balustrady odzwierciedla bardziej japoński styl. Jasna, malowana na cynober fasada była jednym z najbardziej znanych punktów orientacyjnych w Edo.
Na drugim piętrze, zamkniętym dla publiczności, znajduje się posąg Siakjamuniego, historycznego Buddy.

## Dai-den
Główny pawilon Dai-den został odbudowany w 1974 roku, poprzez połączenie tradycyjnej buddyjskej architektury świątyń z nowoczesną. Znajduje się w nim główny wizerunek (honzon) Buddy Amidy. 
W podziemiu Dai-den mieści się Galeria Skarbów, przestrzeń wystawiennicza, ukończona w 2015 roku. Jej centralnym punktem jest makieta mauzoleum Taitoku-in (Taitoku-in Reibyō) w skali 1:10. Było to oryginalne miejsce pochówku drugiego sioguna z rodu Tokugawa o imieniu Hidetada (1579–1632). Mauzoleum to, wraz z wieloma innymi budowlami kompleksu świątynnego Zōjō-ji, zostało zniszczone podczas nalotów w 1945 roku.
1. Makieta, o rozmiarach 4x6 m, została zbudowana przez 150 stolarzy i rzemieślników, aby zaprezentować japońską kulturę i technologię na wystawie w Londynie w 1910 roku (Japan-British Exhibition of 1910). Wydarzenie było sukcesem, a po wystawie makieta została przekazana królowi Jerzemu V (1865–1936) i wystawiona w Królewskich Ogrodach Botanicznych w Kew, a następnie zdemontowana i przechowywana w Kolekcji Królewskiej (Royal Collection). Pozostała tam, dopóki nie została odkryta przez australijskiego uczonego Williama H. Coaldrake'a. Makieta powróciła do Japonii, wypożyczona do publicznego wystawienia.
2. W Galerii prezentowane są rotacyjnie dzieła autorstwa Kazunobu Kanō (1816–1863) ze szkoły Kanō, który był oddanym buddystą znanym z malarstwa religijnego. W 1854 otrzymał zlecenie od świątyni Genkō-in, jednej z podległych świątyń Zōjō-ji, aby stworzyć obrazy przedstawiające codzienne życie pięciuset rakanów (arhat), najbardziej utalentowanych i oddanych uczniów historycznego Buddy.
Cały cykl kolorowych malowideł na jedwabiu (wiszące zwoje) przedstawia ludzkie pragnienia i sposoby ich przezwyciężania. Niektóre z nich pokazują także sceny z prywatnego życia rakanów, np. ich kąpieli, golenia, nauki. Inne natomiast przerażają scenami piekielnego losu dla tych, którym brakuje pobożności – powodzie, trzęsienia ziemi. Niekonwencjonalna ekscentryczność i dynamizm Kazunobu są podobne do innych mistrzów okresu Edo, jak Hokusai Katsushika (1760–1849) i Kuniyoshi Utagawa (1798–1861).

## Ankoku-den
W tym budynku jest umieszczony Czarny Budda Amida (Kuro-honzon), który był głęboko czczony przez Ieyasu Tokugawę. Mówi się, że ten cudowny posążek wielokrotnie ratował go przed niebezpieczeństwami i umożliwiał wygrywanie bitew. Od okresu Edo jest powszechnie czczony, gdyż uważa się, że przynosi zwycięstwa i odpędza zło.

## Jizō
Na terenie świątyni znajduje się ok. tysiąca posążków bosatsu Jizō, ustawionych ku czci dzieci martwo urodzonych lub zmarłych w wyniku aborcji.

## Mauzoleum siogunów Tokugawa
Od kiedy Ieyasu Tokugawa zaczął rządzić regionem Kantō, uczynił Zōjō-ji świątynią rodzinną. Równolegle z rozbudową zamku Edo rozpoczął projekt budowlany na dużą skalę dla świątyni, która stała się jedną z głównych w Japonii. Na jej terenie znajdują się grobowce sześciu siogunów Tokugawa oraz ich rodzin. 

## Galeria

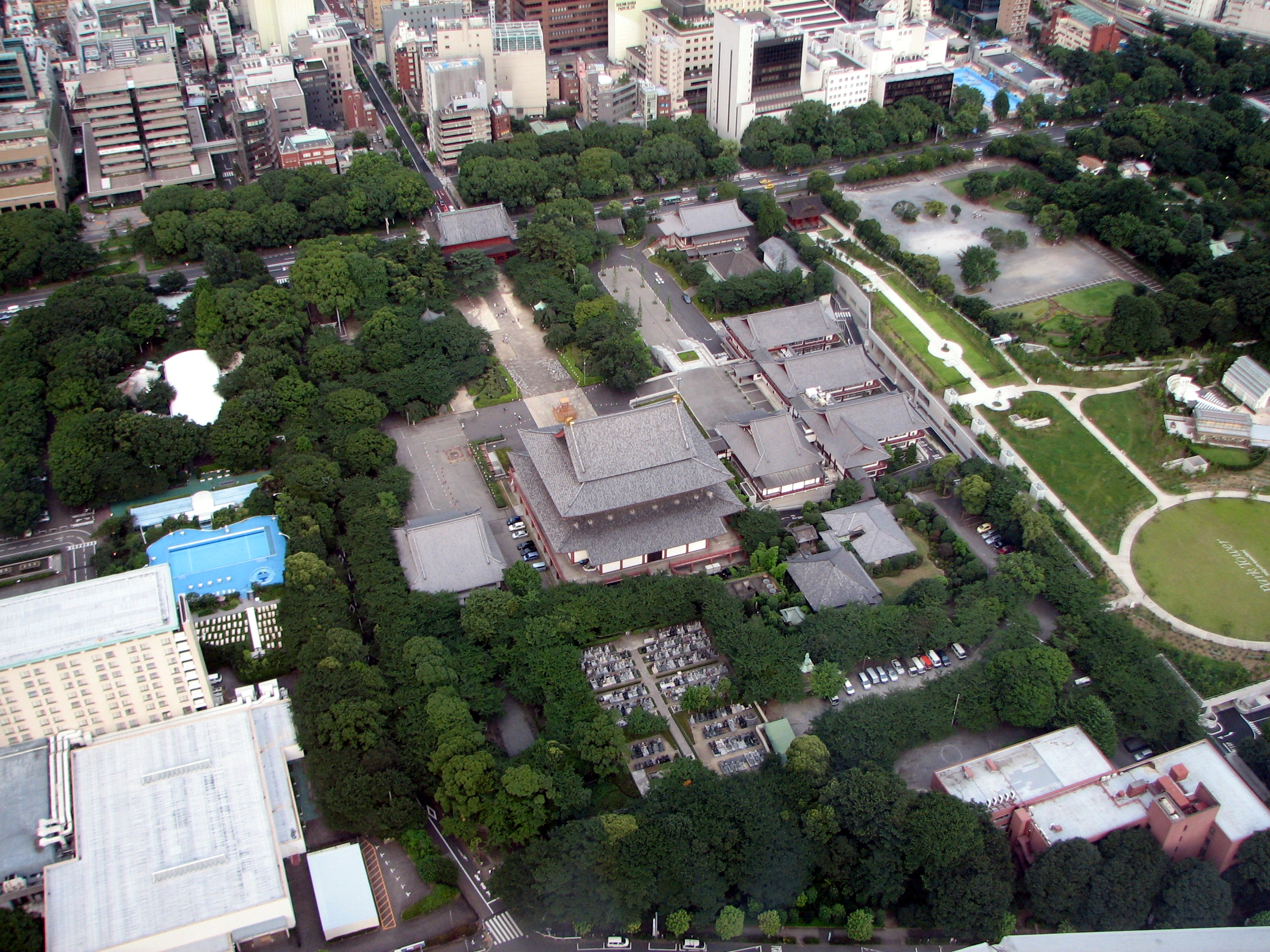
Widok kompleksu świątyni z Wieży Tokijskiej (2006)
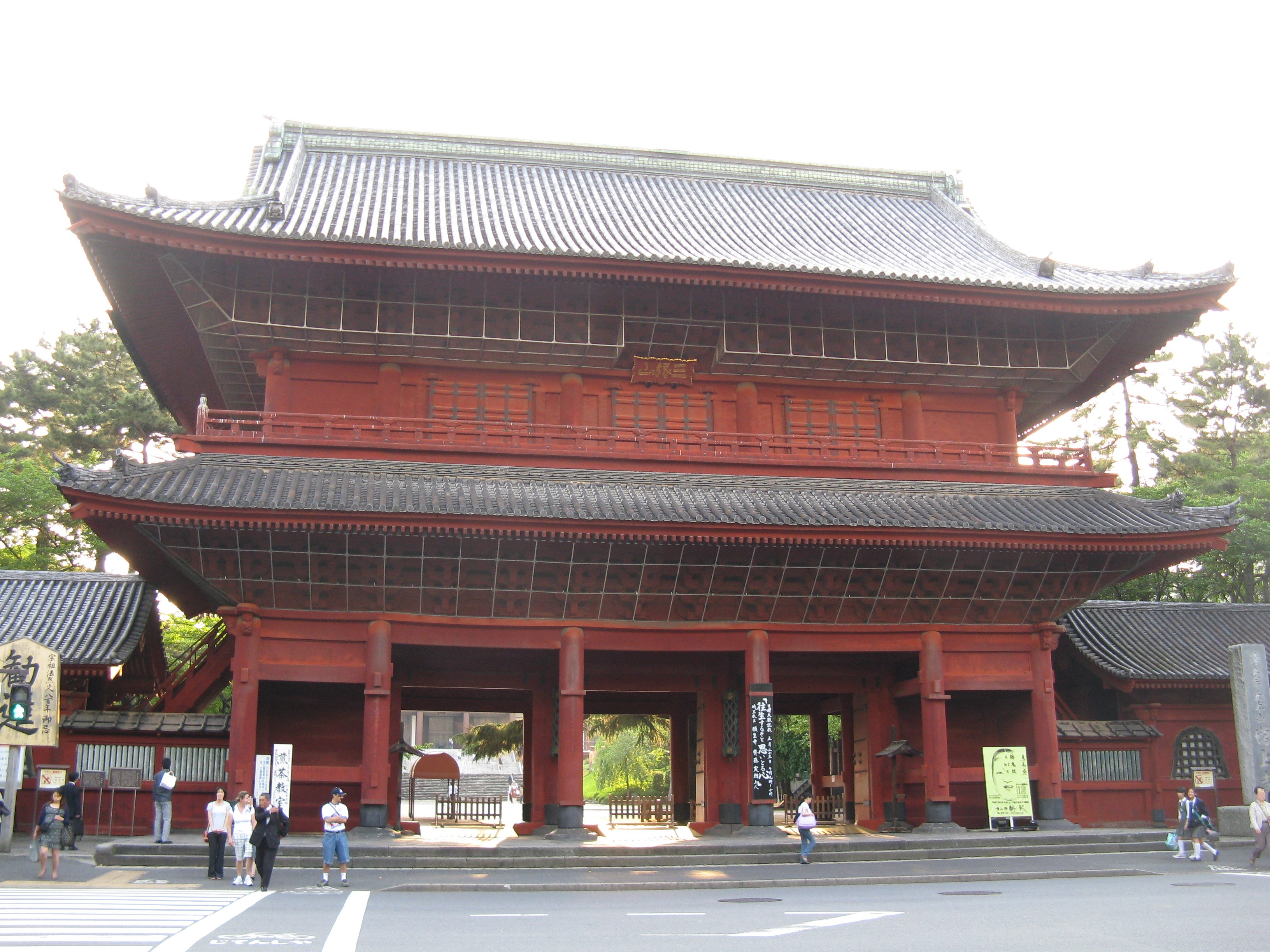
Brama Sangedatsu-mon (San-mon) (2010)
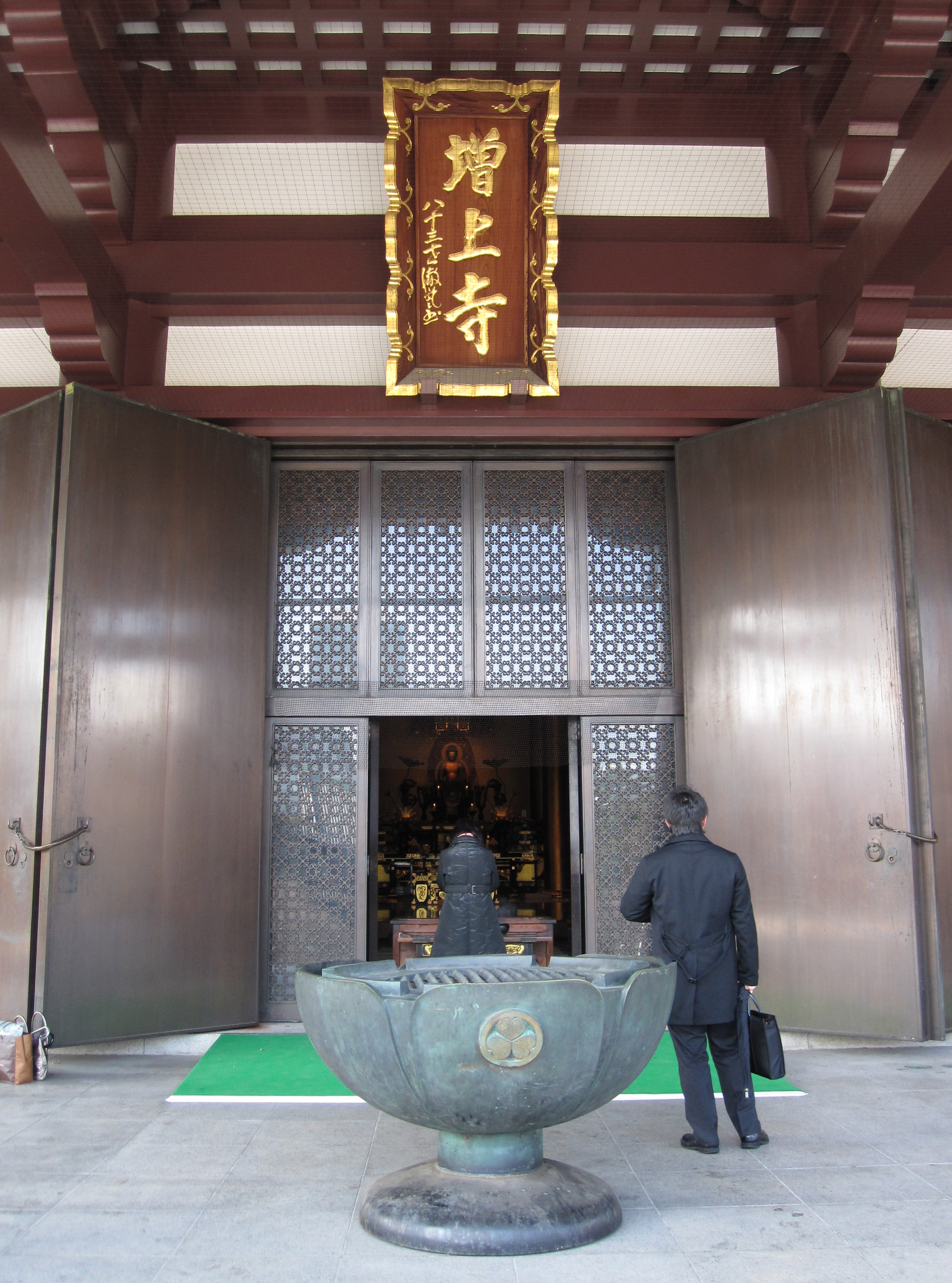
Wejście do głównego pawilonu (2011)
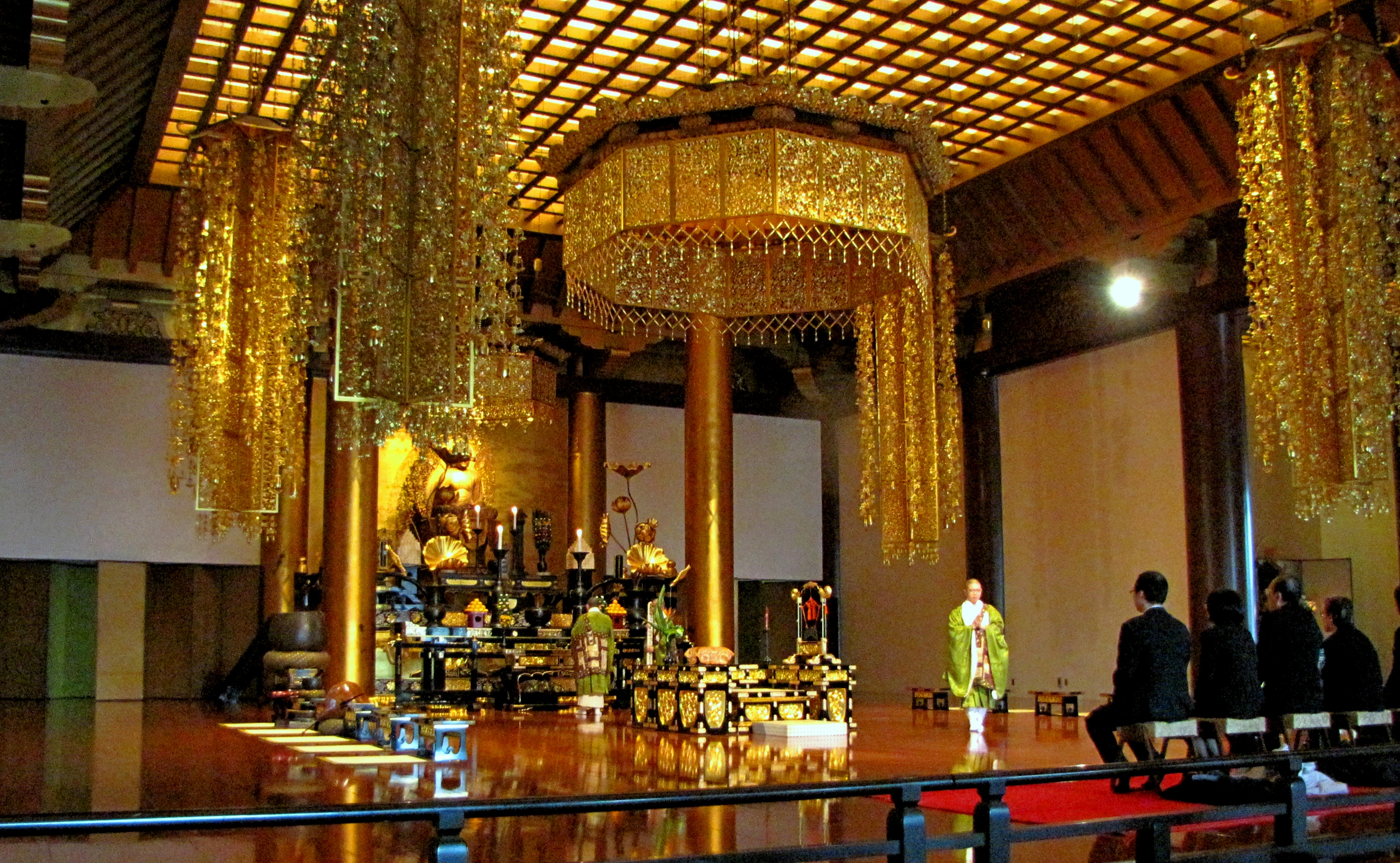
Wnętrze świątyni (2012)
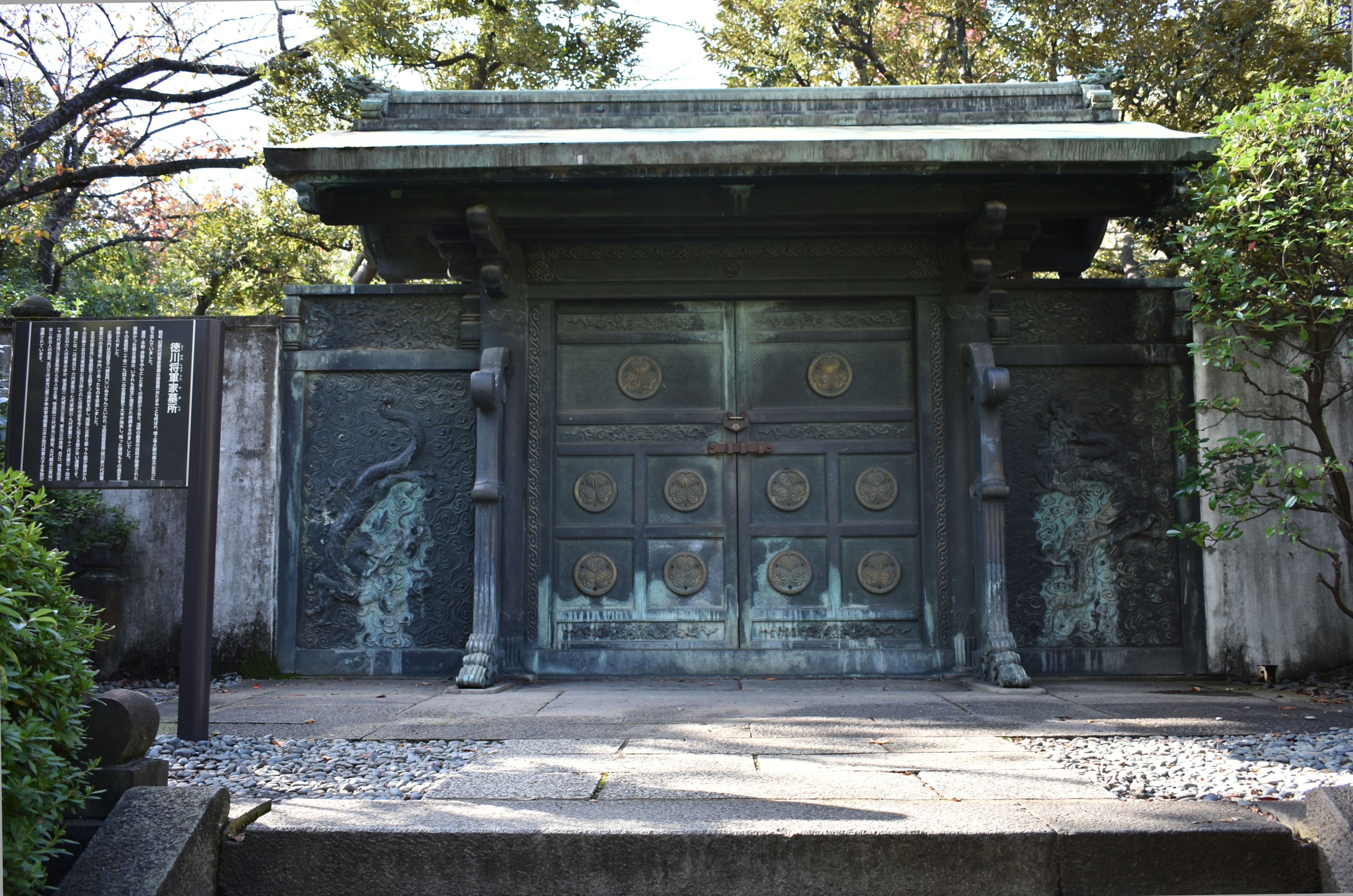
Wejście do mauzoleum rodu Tokugawa (2019)
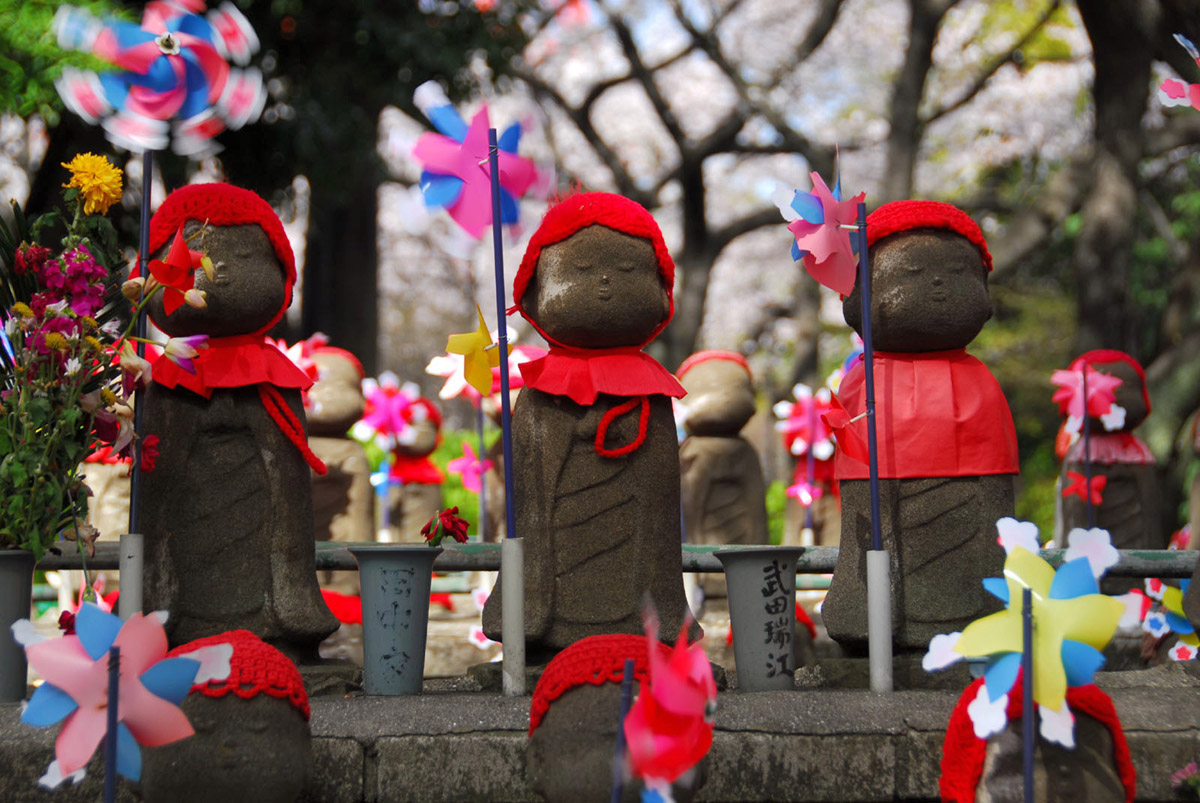
Posążki Jizō